# 林光寺 (新宿区)
林光寺（りんこうじ）は、東京都新宿区にある浄土真宗本願寺派の寺院。

## 歴史
天平勝宝年間（749年 - 757年）に開山したともいわれている。元々は但馬国（現・兵庫県）の生野銀山に位置し、「清浄光寺」という寺号で、天台宗の寺院であった。その後、浄土真宗に転宗した。
1624年（寛永元年）、武蔵国豊島郡一ツ木村（現・東京都港区赤坂）に移転した。江戸に移転したときに「林光寺」に改称した。1655年（明暦元年）に現在地に移転した。
本尊は阿弥陀如来で、恵心僧都源信の作といわれている。紀州徳川家の崇敬が篤く、当寺の什器類は紀州家からの寄進物が多かったという。

## 文化財
- 林光寺の歴代宗主銘（新宿区指定有形文化財 平成3年12月6日指定）[2]
- 林光寺の高僧先達連座画像（新宿区登録有形文化財 平成3年12月6日登録）[2]
- 林光寺の太子・高僧画像（新宿区登録有形文化財 平成3年12月6日登録）[2]
- 林光寺文書（新宿区登録有形文化財 平成3年12月6日登録）[2]

## 交通アクセス
- 信濃町駅より徒歩5分。